# Declana sinuosa
Declana sinuosa là một loài bướm đêm trong họ Geometridae.